# Facharztklinik Hamburg
Die Facharztklinik Hamburg ist mit 90 Betten, von denen 65 in den Hamburger Krankenhausplan übernommen sind, das größte Belegkrankenhaus der Stadt Hamburg.

## Geschichte
Die Klinik ist im Jahr 2005 aus dem Zusammenschluss der beiden seit 1962 bestehenden Belegkliniken Michaelis-Krankenhaus und Krankenhaus Beim Andreasbrunnen entstanden. Die Facharztklinik befindet sich seit Oktober 2008 in dem ehemaligen Gebäude der Hautklinik des Universitätsklinikums Eppendorf.

## Organisation
Sie ist rechtlich als gemeinnützige GmbH organisiert. Gesellschafter sind die in der Klinik tätigen Ärzte. Hierbei handelt es sich um rund 80 in Hamburg niedergelassene Fachärzte verschiedener Disziplinen. Sie ist Mitglied der Hamburgischen Krankenhausgesellschaft e. V. und eines der 16 Krankenhäuser des Verbands freigemeinnütziger Krankenhäuser in Hamburg e. V.

## Fachabteilungen und Leistungen
Die Klinik arbeitet in den Gebieten Anästhesie, Augenheilkunde, Gynäkologie, Hals-Nasen-Ohren-Heilkunde, Orthopädie, Urologie sowie in verschiedenen Gebieten der Chirurgie. Zu ihren Leistungen zählen ambulante und stationäre Operationen, die minimalinvasive Chirurgie, endoskopisches Operieren, Laserchirurgie und postoperative Schmerztherapie.

## Integrierte Versorgung
Die Facharztklinik entspricht den aktuellen gesundheitspolitischen Forderungen nach ambulant-stationärer Verzahnung, gesundheitsrechtlich als „integrierte Versorgung“ bezeichnet und hat für eine Reihe ambulanter Operationen einen Vertrag zur integrierten Versorgung mit zwei Krankenkassen abgeschlossen.